# Bardowick
Bardowick es un municipio situado en el distrito de Luneburgo, en el estado federado de Baja Sajonia (Alemania). Tiene una población estimada, a fines de marzo de 2024, de 7123 habitantes.
Está integrado a la mancomunidad de municipios (samtgemeinde) de Bardowick.